# Rivula propinqualis
Rivula propinqualis là một loài bướm đêm trong họ Erebidae.

## Hình ảnh

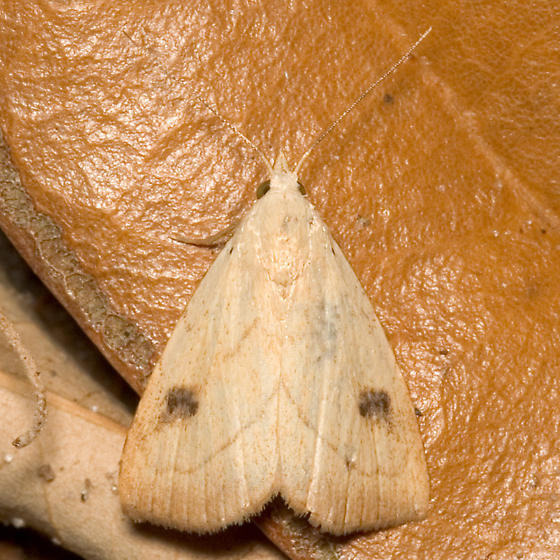